# Zona de Comerț Liber din cadrul CSI
Zona de Comerț Liber din cadrul CSI este o zonă economică liberă creată de statele membre ale CSI semnatare a acordului privind Zona de Comerț Liber[nefuncțională]
. Acordul prevede liberalizarea comerțului prin anularea taxelor vamale, eliminarea barierelor tarifare și netarifare și simplificarea raporturilor comerciale dintre statele semnatare. Tratatul substituie un număr de peste 100 de acorduri bilaterale (interstatale și interguvernamentale) care reglementau regimul comercial și de liber schimb din CSI.

## State membre
| Statele care s-au alăturat Zonei de Comerț Liber · - Armenia - Belarus - Kazahstan - Republica Moldova - Rusia |  | State care au semnat acordul, dar nu l-au ratificat - Kârgâzstan - Tadjikistan |  | State care n-au semnat sau încă negociază semnarea acordului - Azerbaidjan - Turkmenistan - Uzbekistan |  |